# Кариця
Кари́ця (рос. Карица) — селище у складі Тотемського району Вологодської області, Росія. Входить до складу Толшменського сільського поселення.

## Населення
Населення — 271 особа (2010; 475 у 2002).
Національний склад (станом на 2002 рік):
- росіяни — 98 %